# Stygionympha vigilans
Stygionympha vigilans är en fjärilsart som beskrevs av Henry Trimen 1887. Stygionympha vigilans ingår i släktet Stygionympha och familjen praktfjärilar. Inga underarter finns listade i Catalogue of Life.